# قطع غیرقانونی درختان

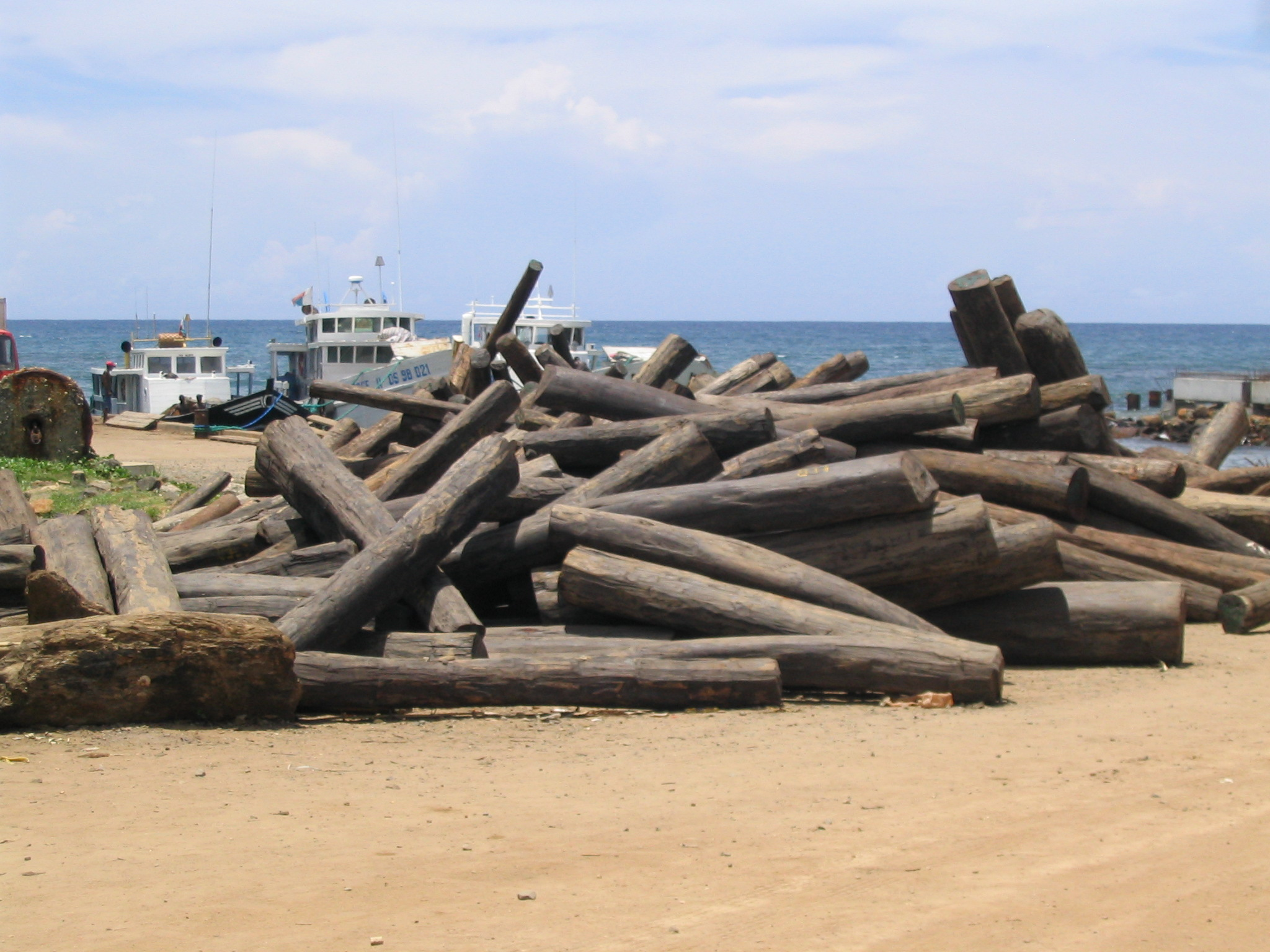
ذخیره و صادرات چوب حاصل از قطع غیرقانونی درختان در ماداگاسکار

قطع غیرقانونی درختان برداشت، حمل و نقل، خرید یا فروش چوب با نقض قوانین است. خودِ فرایند برداشت مانند استخراج بدون اجازه یا از یک منطقه حفاظت‌شده؛ قطع گونه در خطر انقراض؛ یا استخراج چوب بیش از حد توافق‌شده غیرقانونی است. قطع غیرقانونی درختان، نیروی محرکه‌ای برای تعدادی از مسائل زیست‌محیطی مانند جنگل‌زدایی، فرسایش خاک و از بین رفتن تنوع زیستی است که می‌تواند بحران‌های زیست‌محیطی در مقیاس بزرگ‌تر مانند تغییرات اقلیمی و سایر اشکال تخریب محیط زیست را به دنبال داشته باشد.
ممکن است در حین حمل و نقل، مواردی غیرقانونی مانند پردازش و صادرات غیرقانونی (از طریق قاچاق)؛ اجتناب از مالیات و سایر هزینه‌ها و صدور گواهینامه جعلی نیز رخ دهد. این گونه کارها اغلب به عنوان «چوب‌شویی» شناخته می‌شوند.
قطع غیرقانونی درختان توسط تعدادی از نیروهای اقتصادی، مانند تقاضا برای مواد اولیه، زمین خواری و تقاضا چراگاه برای گاو، هدایت می‌شود. تنظیم مقررات و پیشگیری می‌تواند هم در سمت عرضه، با اجرای بهتر حفاظت‌های زیست‌محیطی، و هم در سمت تقاضا، مانند افزایش تنظیم تجارت به عنوان بخشی از صنعت چوب، اتفاق بیفتد.

## نمای کلی
قطع غیرقانونی درختان یک مشکل فراگیر است که خسارات زیادی به جنگل‌ها، جوامع محلی و اقتصاد کشورهای تولیدکننده وارد می‌کند. اتحادیه اروپا، به عنوان یکی از واردکنندگان عمده چوب، مقررات چوب اتحادیه اروپا را به عنوان ابزاری برای توقف واردات محصولات چوبی با منشأ غیرقانونی اجرا کرده است. شناسایی الوارهایی که به صورت غیرقانونی قطع یا معامله شده‌اند از نظر فنی دشوار است، اما تلاش‌هایی صورت گرفته است.
بنابراین، مبنای قانونی برای اقدامات هنجاری علیه واردات چوب یا سایر محصولات تولید شده از چوب غیرقانونی وجود ندارد. روش‌های علمی برای تعیین دقیق منشأ جغرافیایی چوب در حال حاضر در دست توسعه هستند. اقدامات احتمالی برای محدود کردن واردات نمی‌تواند با مقررات عدم تبعیض سازمان تجارت جهانی مطابقت داشته باشد. در عوض، آنها باید در توافق‌نامه‌های دوجانبه تنظیم شوند. شبکه نظارت بر تجارت حیات وحش، تلاش می‌کند تا تجارت غیرقانونی چوب را رصد کند و در زمینه سیاست‌گذاری و بررسی‌های قانونی، تخصص ارائه دهد.

## مقیاس
تخمین زده می‌شود که قطع غیرقانونی درختان در زمین‌های عمومی به تنهایی سالانه بیش از ۱۰ میلیارد دلار آمریکا به دارایی‌ها و درآمدها ضرر وارد می‌کند. اگرچه با توجه به ماهیت غیرقانونی این فعالیت، محاسبه ارقام دقیق دشوار است، اما برآوردهای مناسب نشان می‌دهد که بیش از نیمی از قطع درختان در سطح جهان به ویژه در مناطق باز و آسیب‌پذیر مانند حوضه آمازون، آمرکز آفریقا، جنوب شرق آسیاو روسیه غیرقانونی است.
ارقام و تخمین‌های موجود باید با احتیاط بررسی شوند. دولت‌ها معمولاً وضعیت را کمتر از حد واقعی تخمین می‌زنند، چرا که برآوردهای بالای قطع غیرقانونی درختان ممکن است باعث شرمساری شود، زیرا این برآوردها نشان‌دهندهٔ اجرای ناکارآمد قوانین یا حتی بدتر از آن، رشوه‌خواری و فساد است.

## پیامدها

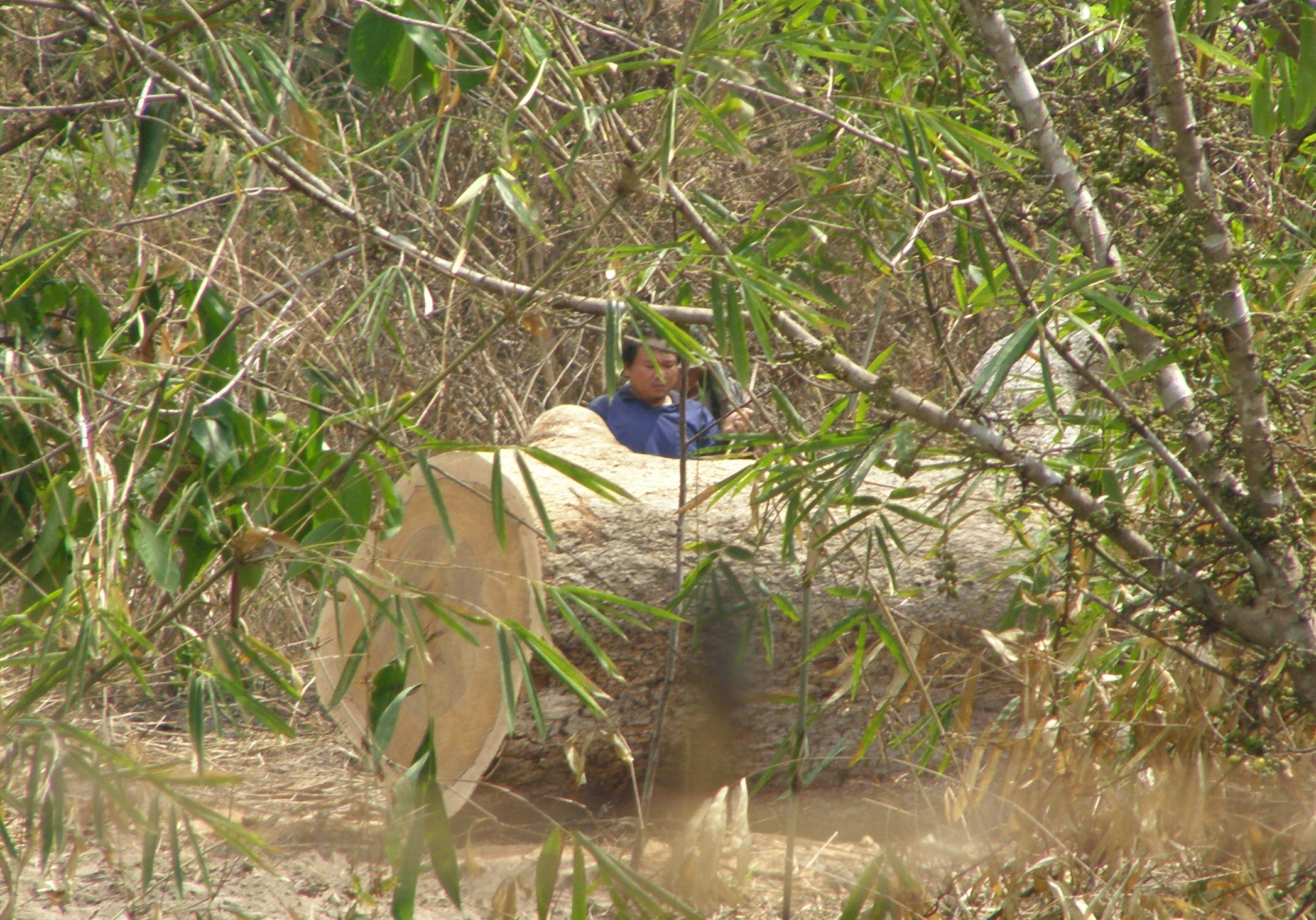
قطع غیرقانونی درختان در تایلند همچنان ادامه دارد. این عکس در مارس ۲۰۱۱ از کنار جاده‌ای در منطقهٔ مائه وانگ، استان چیانگ مای گرفته شده است.

قطع غیرقانونی درختان اثرات مخربی از جمله جنگل‌زدایی و در نتیجه تغییر اقلیم را به همراه دارد. این امر منجر به از بین رفتن تنوع زیستی، تضعیف قانون حاکمیت و مانع مدیریت مسئولانه جنگل‌ها می‌شود. علاوه بر این، فساد، فرار مالیاتی و کاهش درآمد کشورهای تولیدکننده را تقویت می‌کند و ظرفیت آنها را برای سرمایه‌گذاری در توسعه پایدار محدود می‌سازد. عواقب اقتصادی و اجتماعی آن به‌طور نامتناسبی بر فقرا و محرومان تأثیر می‌گذارد و منجر به از دست رفتن میلیون‌ها دلار درآمد چوب سالانه می‌شود.
علاوه بر این، بازار سیاه منابع جنگلی امنیت بین‌المللی را تضعیف می‌کند و اغلب با فساد، پول‌شویی، جرایم سازمان‌یافته، نقض حقوق بشر ، تغییرات اقلیمی و در برخی موارد، درگیری‌های خشونت‌آمیز مرتبط است.
در بخش جنگل‌داری، واردات ارزان چوب و محصولات جنگلی غیرقانونی، همراه با عدم رعایت نسبت به استانداردهای اولیه اجتماعی و زیست‌محیطی، بازارهای بین‌المللی را بی‌ثبات می‌کند. این عملکردهای ضدرقابتی، آن دسته از شرکت‌های اروپایی، به ویژه شرکت‌های کوچک و متوسطی را که مسئولانه رفتار می‌کنند و آماده‌اند تا طبق قوانین منصفانه عمل کنند، تحت تأثیر قرار می‌دهد.